# لجوبات ویچی
لجوبات ویچی (به لاتین: Ljubatovići) یک منطقهٔ مسکونی در بوسنی و هرزگوین است که در ماگلای واقع شده‌است.